# Damir Canadi
Damir Čanadi (* 6. Mai 1970 in Wien) ist ein ehemaliger österreichischer Fußballspieler und nunmehriger -trainer.

## Karriere

### Als Spieler
In seiner Laufbahn als Spieler wechselte Canadi in zwölf Jahren zwölfmal den Verein. Einen großen Teil der Zeit spielte er in Amateurmannschaften, bevor er mit 31 Jahren seine aktive Karriere wegen eines angeborenen Hüftschadens beendete.

### Als Trainer

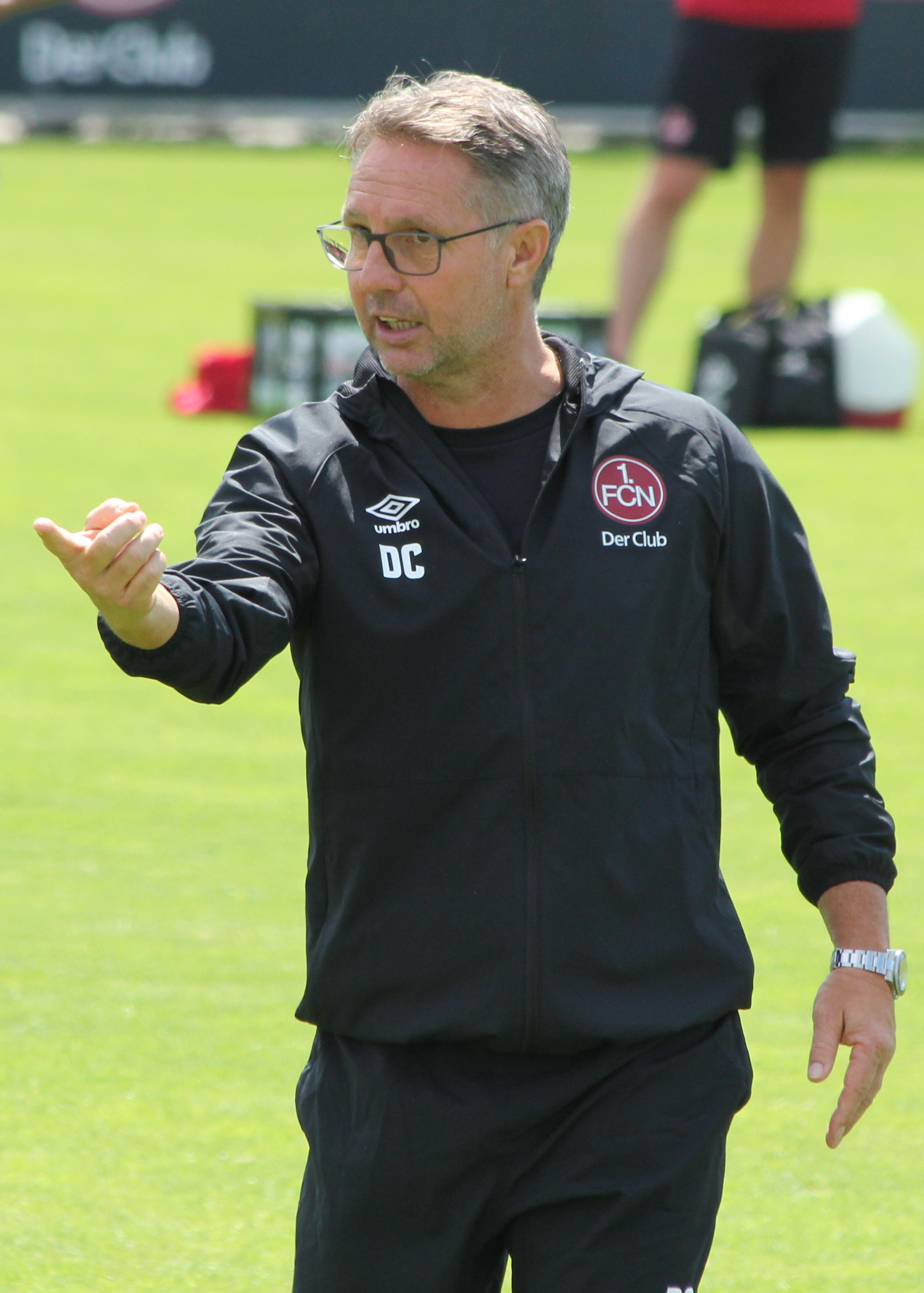
Trainingsauftakt 2019 (FCN)

Seine Trainerkarriere begann er bei seinem letzten Verein als Spieler, beim SC Leopoldsdorf/Mfd. Mit dem DSV Fortuna 05 stieg er 2002/03 in die Regionalliga Ost auf, wechselte dann aber zum SV Donau. Im Jänner 2005 übernahm er den Regionalligisten PSV Team für Wien, der er in der Saison 2005/06 auf den vierten Tabellenplatz und in den beiden folgenden Saisonen zum Vizemeistertitel der Regionalliga Ost führte. Er verließ den Verein, der inzwischen mit dem FAC fusioniert hatte, nach dreieinhalb Jahren zum Ende der Saison 2007/08.
Nach knapp einer Saison als Co-Trainer bei Lokomotive Moskau kehrte er als Interimstrainer wieder zum FAC Team für Wien zurück, bevor er den 1. Simmeringer SC in die Regionalliga führte. Im Oktober 2011 wurde er vom FC Lustenau 07, der zu diesem Zeitpunkt in der Ersten Liga spielte, abgeworben. Im Jänner 2013 schließlich wechselte er zum Lokalrivalen SCR Altach, führte diesen in der folgenden Saison zum Meistertitel und Aufstieg in die Bundesliga. In der Saison 2014/15 qualifizierte sich seine Mannschaft für die UEFA Europa League.
Am 11. November 2016 wechselte er zum Ligakonkurrenten SK Rapid Wien, bei dem er einen bis Juni 2018 laufenden Vertrag erhielt. Nachdem er in 17 Partien nur drei Siege geholt hatte, wurde Canadi im April 2017 beurlaubt und durch seine Co-Trainer Martin Bernhard und Goran Djuricin ersetzt.
Von Juni 2017 bis Mai 2019 war er Trainer des griechischen Erstligisten Atromitos Athen. Er erreichte in diesen beiden Jahren unter anderem eine Teilnahme in der UEFA Europa League.
Zur Saison 2019/20 übernahm Canadi in Deutschland die Zweitligamannschaft des zuvor abgestiegenen 1. FC Nürnberg. Am 5. November wurde er freigestellt, als die Mannschaft nach dem 12. Spieltag mit 14 Punkten auf dem 11. Platz stand und zuvor im DFB-Pokal gegen den Drittligisten 1. FC Kaiserslautern ausgeschieden war. Im Juli 2020 wurde er ein zweites Mal Trainer von Atromitos. Im Februar 2021 trennte sich Atromitos von Canadi.
Daraufhin übernahm er im selben Monat ein zweites Mal den SCR Altach. Canadi, der die Altacher auf dem letzten Tabellenrang übernommen hatte, führte den SCRA souverän zum Klassenerhalt, zu Saisonende belegte man mit zehn Punkten Vorsprung auf den Tabellenletzten St. Pölten den zehnten Platz. In die Saison 2021/22 starteten die Vorarlberger allerdings äußerst schlecht, zur Winterpause belegte der Klub mit 13 Zählern und der schlechtesten Offensive der Liga den letzten Platz. Daraufhin wurde Canadi im Dezember 2021 freigestellt.
Zur Saison 2022/23 übernahm er in Kroatien den HNK Šibenik. Šibenik betreute er zehn Spiele lang, von denen das Team aber nur eines gewinnen konnte. Im September 2022 trennte sich der Verein wieder von Canadi.

## Persönliches
Sein Sohn Marcel (* 1997) ist ebenfalls Fußballspieler.

## Erfolge
- Meister der Wiener Liga und Aufstieg in die Regionalliga Ost 2003/03 mit DSV Fortuna 05 und 2010/11 mit dem 1. Simmeringer SC
- Vizemeister der Regionalliga Ost 2006/07 mit PSV Team für Wien und 2007/08 mit FAC Team für Wien
- Meister der Ersten Liga und Aufstieg in die Bundesliga 2013/14 mit SCR Altach
- 3. Platz in der Bundesliga 2014/15 mit SCR Altach
- UEFA Europa League Qualifikation 2015/16 mit SCR Altach